# Kiana Weber
Kiana June Weber er en amerikansk violinist, der er bedst kendt som medlem af det keltiskinspirerede band Gaelic Storm.

## Opvækst og uddannelse
Weber blev født tæt ved Chelsea, Michigan som datter af David Weber og Connie Weber. I 2007 blev hun færdig på Chelsea High School. Hun blev senere uddannet på University of Michigan’s School of Music.

## Karriere
Weber startede sin karriere i et keltisk band kaldet The Chelsea House Orchestra. I 2009 blev Weber medlem af den canadiske violintrup Barrage. Hun turnerede med Barrage i tre år, hvor de optrådte i teatre, musikfestivaler og tv-programmer i Nordamerika, Europa og Asien.
I efteråret 2012 blev hun medlem af Gaelic Storm.

## Privatliv
Weber er gift med Martin Howley, der spiller banjo for det irske band We Banjo 3.